# Erannis viduaria
Erannis viduaria är en fjärilsart som beskrevs av Meves 1914. Erannis viduaria ingår i släktet Erannis och familjen mätare. Inga underarter finns listade i Catalogue of Life.